# Scion
Scion (с англ. — «побег, отпрыск, наследник») — бренд японского производителя автомобилей Toyota Motor Corporation, представленный на американском рынке. Марка была основана в 2003 году и позиционируется как молодёжная.
В начале февраля 2016 года стало известно, что корпорация Toyota решила закрыть марку в августе этого года . С 2017 модельного года модели FR-S, iA и iM продавались под маркой Toyota и называться 86, Yaris iA и Corolla iM соответственно.

## Модельный ряд
Первыми автомобилями марки стали 2 компактных хетчбэка — Scion xA и Scion xB, построенные на платформе Toyota Yaris. Ранее они уже продавались в Японии под марками Toyota ist и Toyota bB соответственно. Силовой агрегат — 1,5-литровый бензиновый мотор мощностью 108 л.с., он комплектовался пятиступенчатой механической коробкой передач или четырёхступенчатым «автоматом». В 2005 году к ним добавилось купе Scion tC (продажи в США начались с 2006 года). В 2007 году начался выпуск xB второго поколения, Scion xA был заменен на Scion xD. В 2010 году появился Scion tC второго поколения. В 2011 году был представлен Scion iQ. С 2012 года начались продажи Scion FR-S. На Нью-Йоркском автосалоне 2015 года были представлены Scion iA и Scion iM, которые представляют собой перелицованные седан Mazda 2 четвёртого поколения и хетчбэк Toyota Auris второго поколения соответственно.

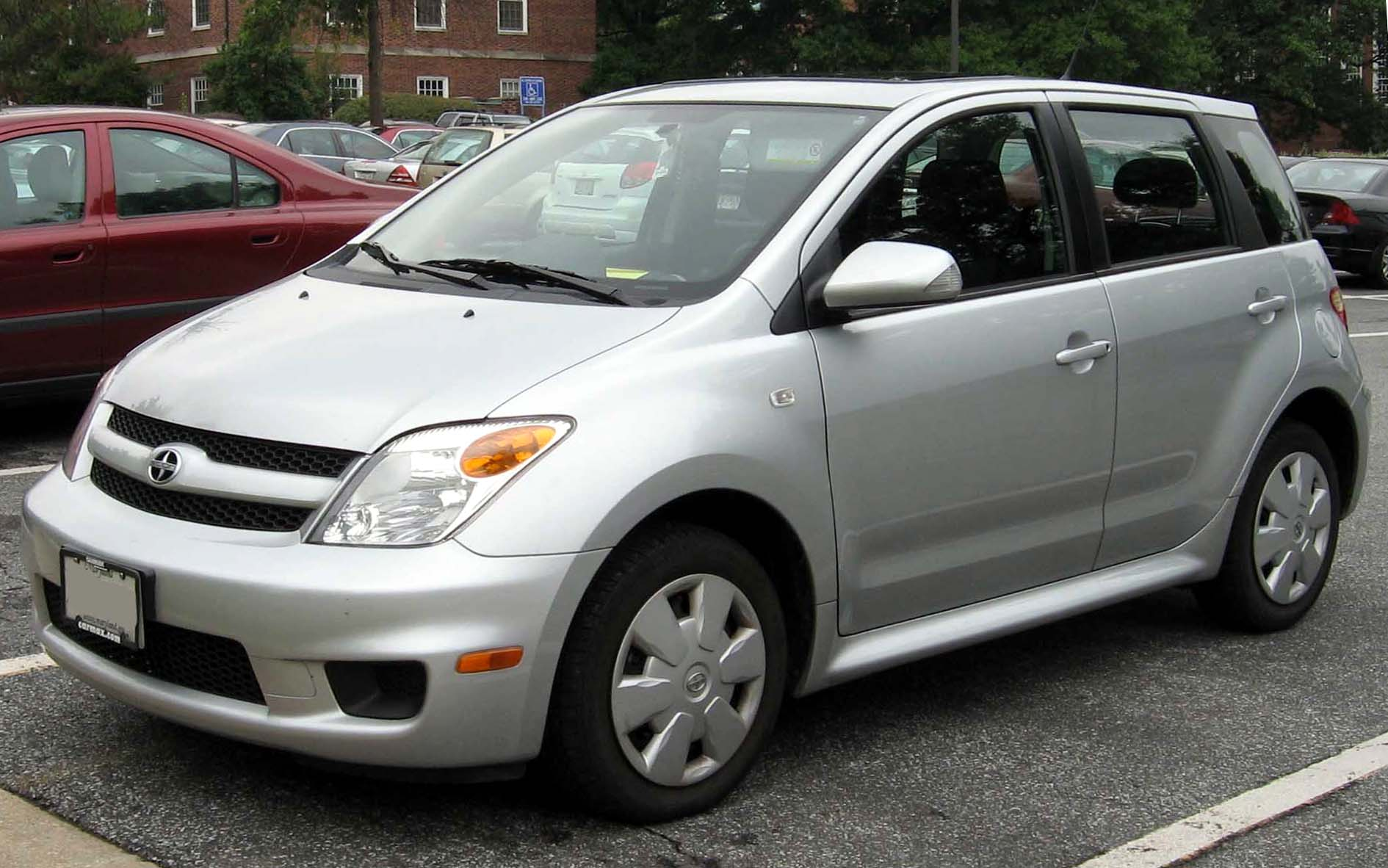
Scion xA (2004—2006)
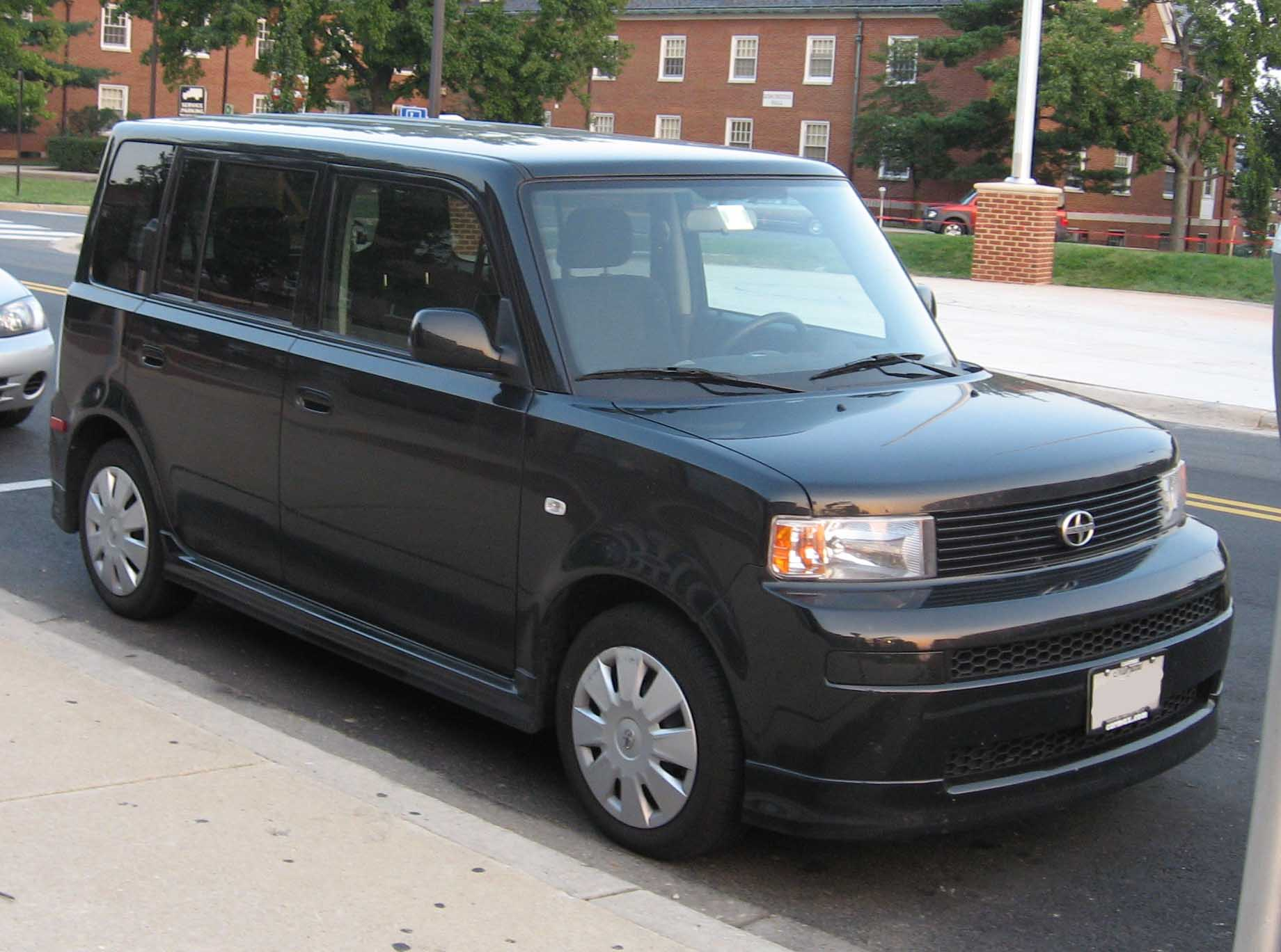
Scion xB первого поколения (2004—2006)
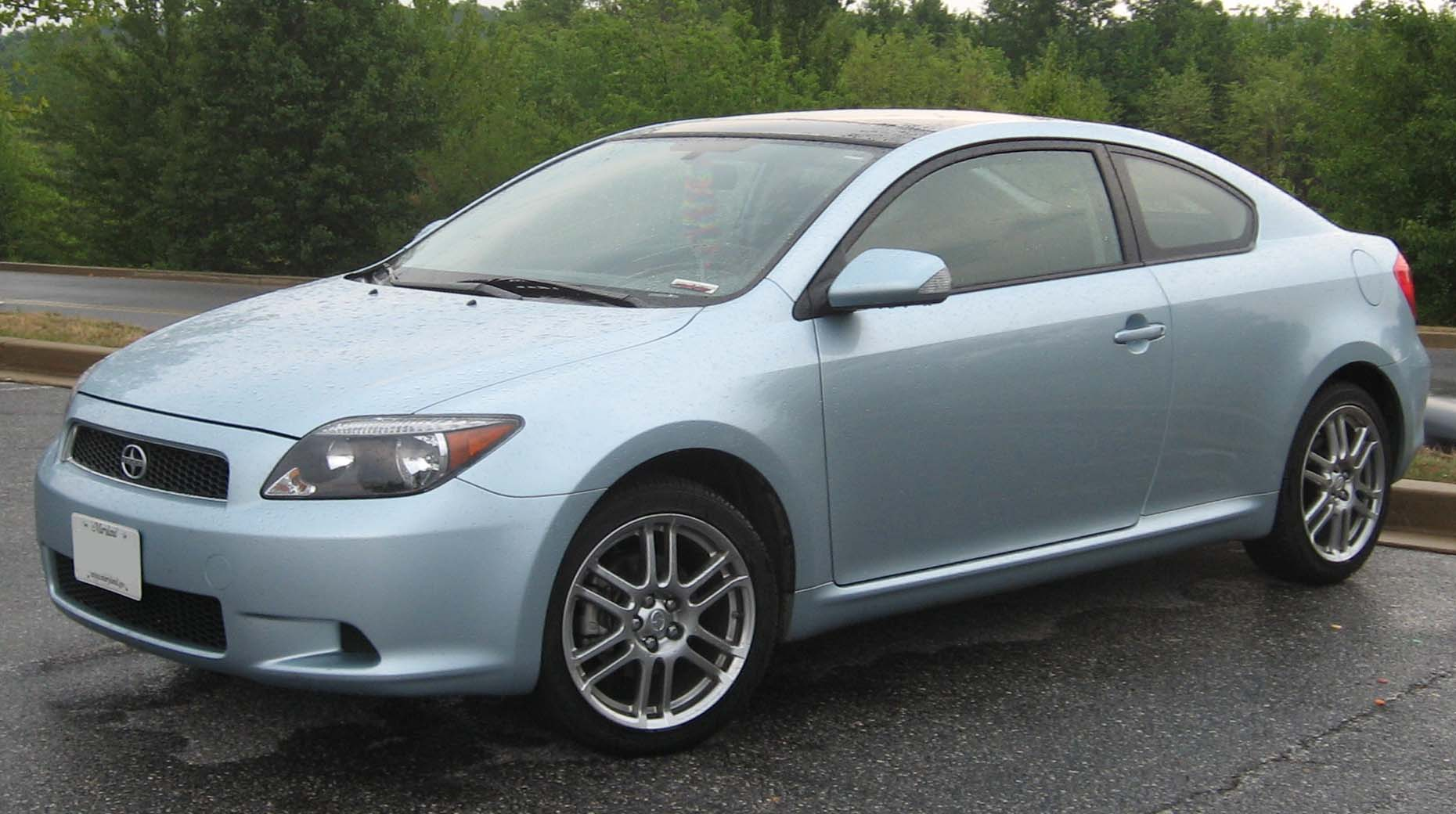
Scion tC первого поколения (2005—2010)
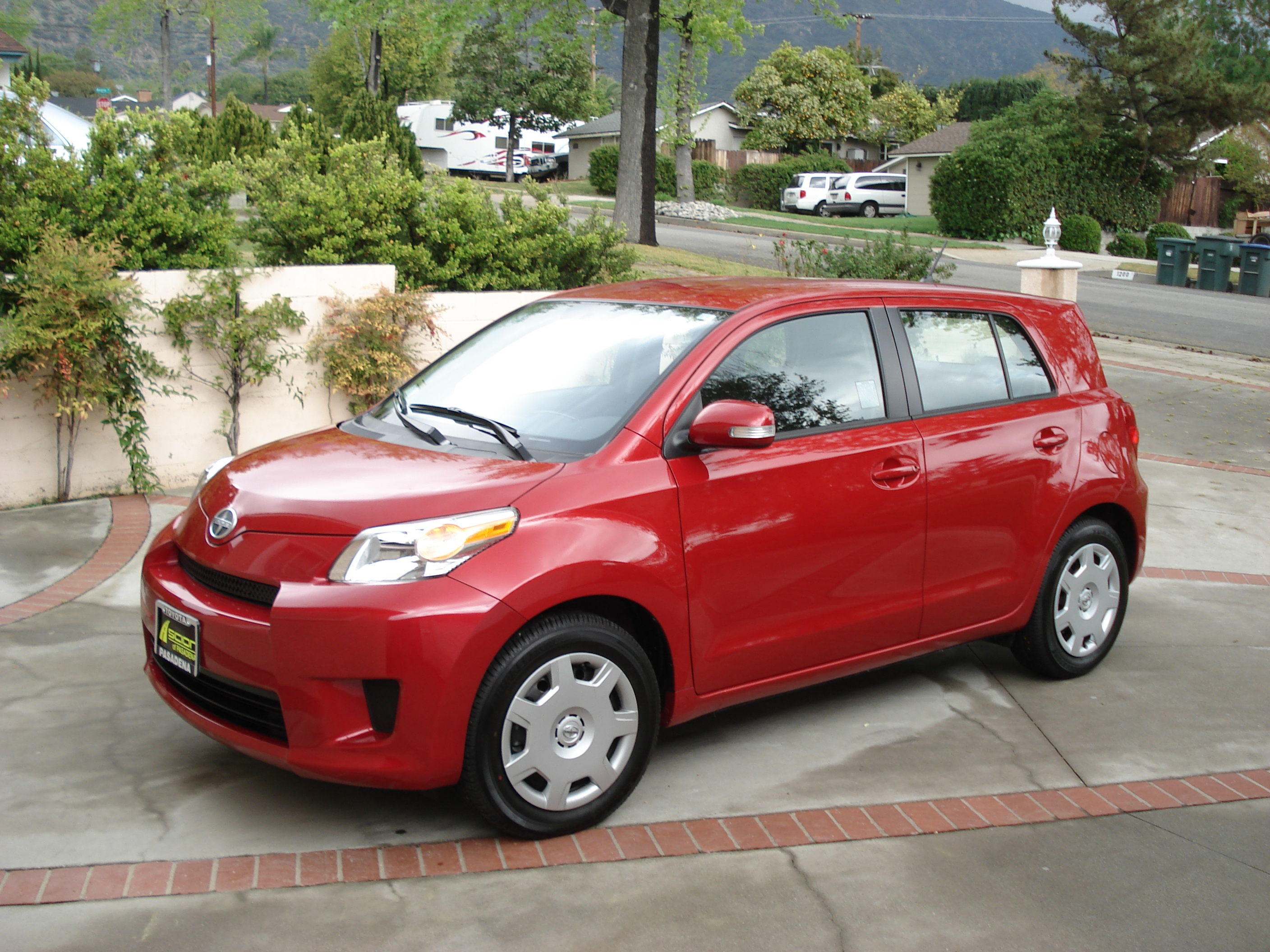
Scion xD (2007—2014)
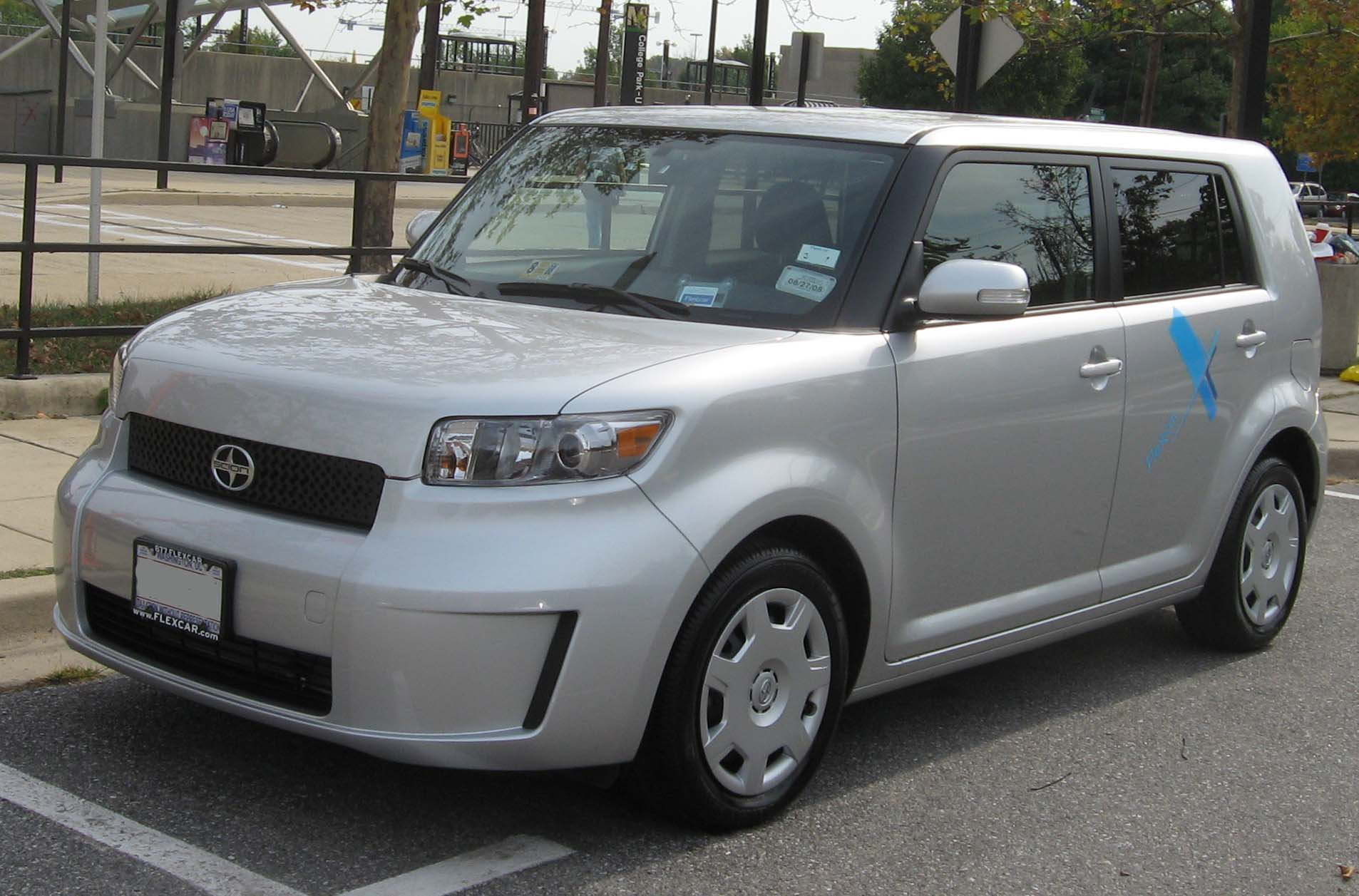
Scion xB второго поколения (2007—2015)
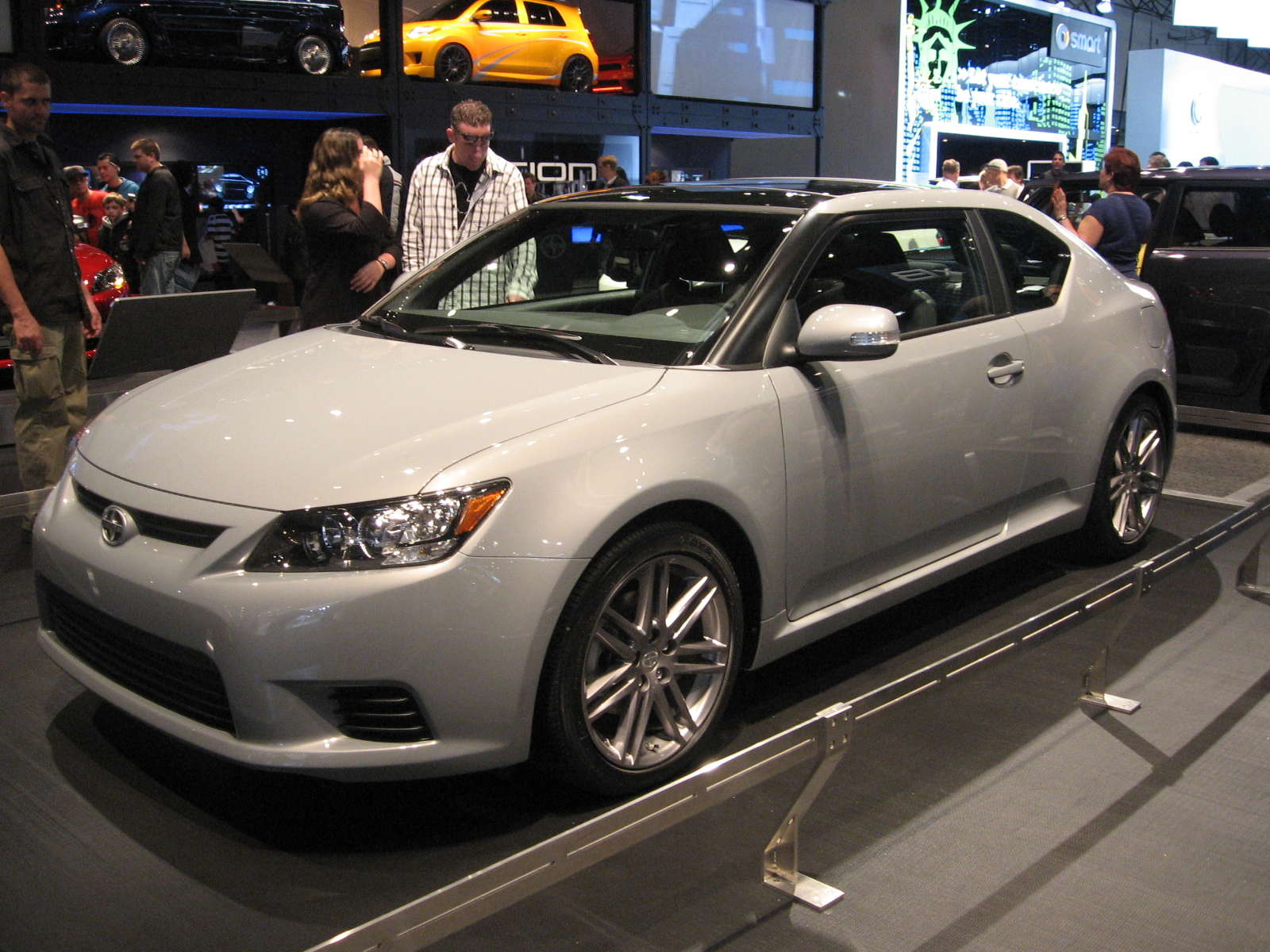
Scion tC второго поколения (2011—2016)
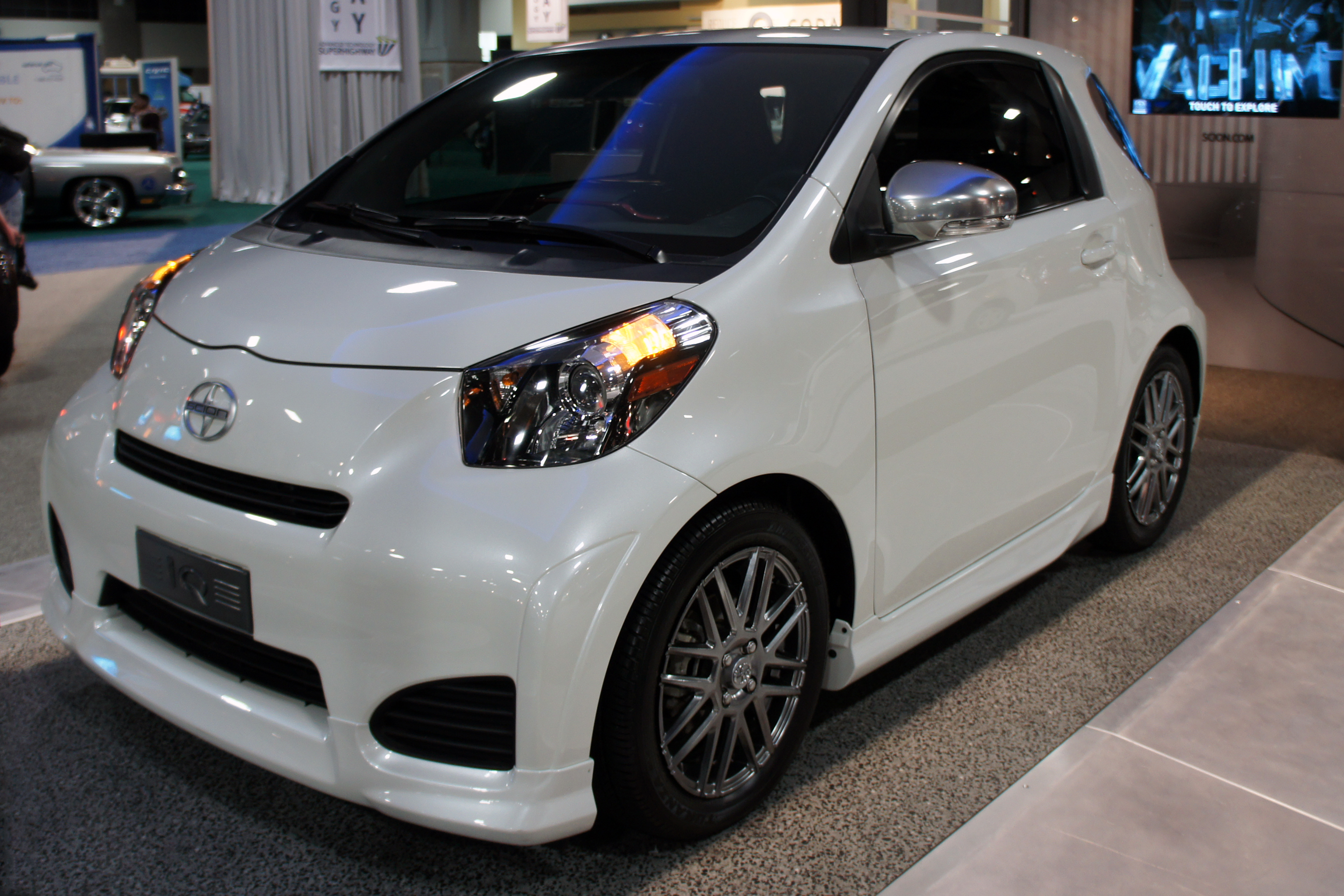
Scion iQ (2011—2015)
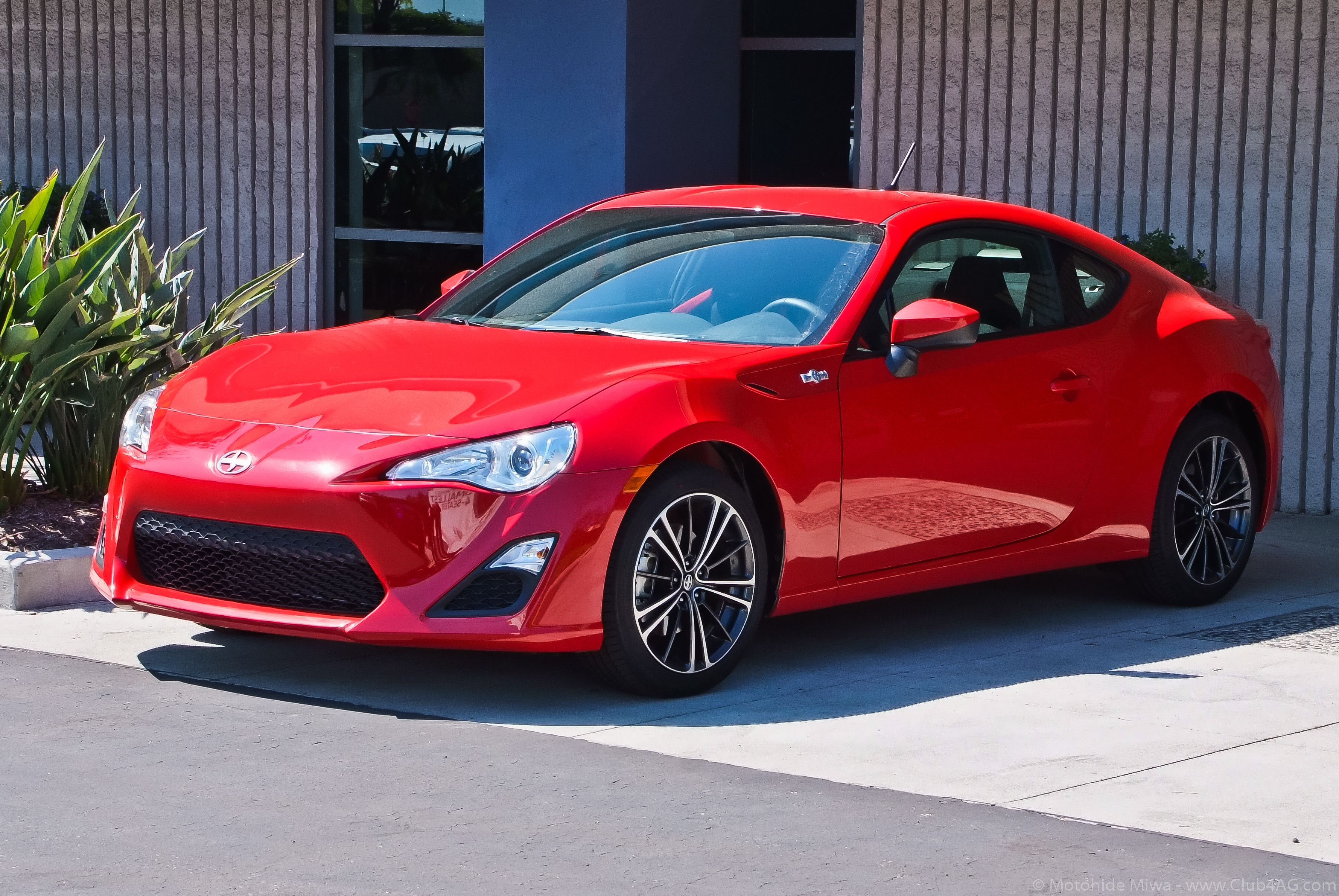
Scion FR-S (2012—2016)
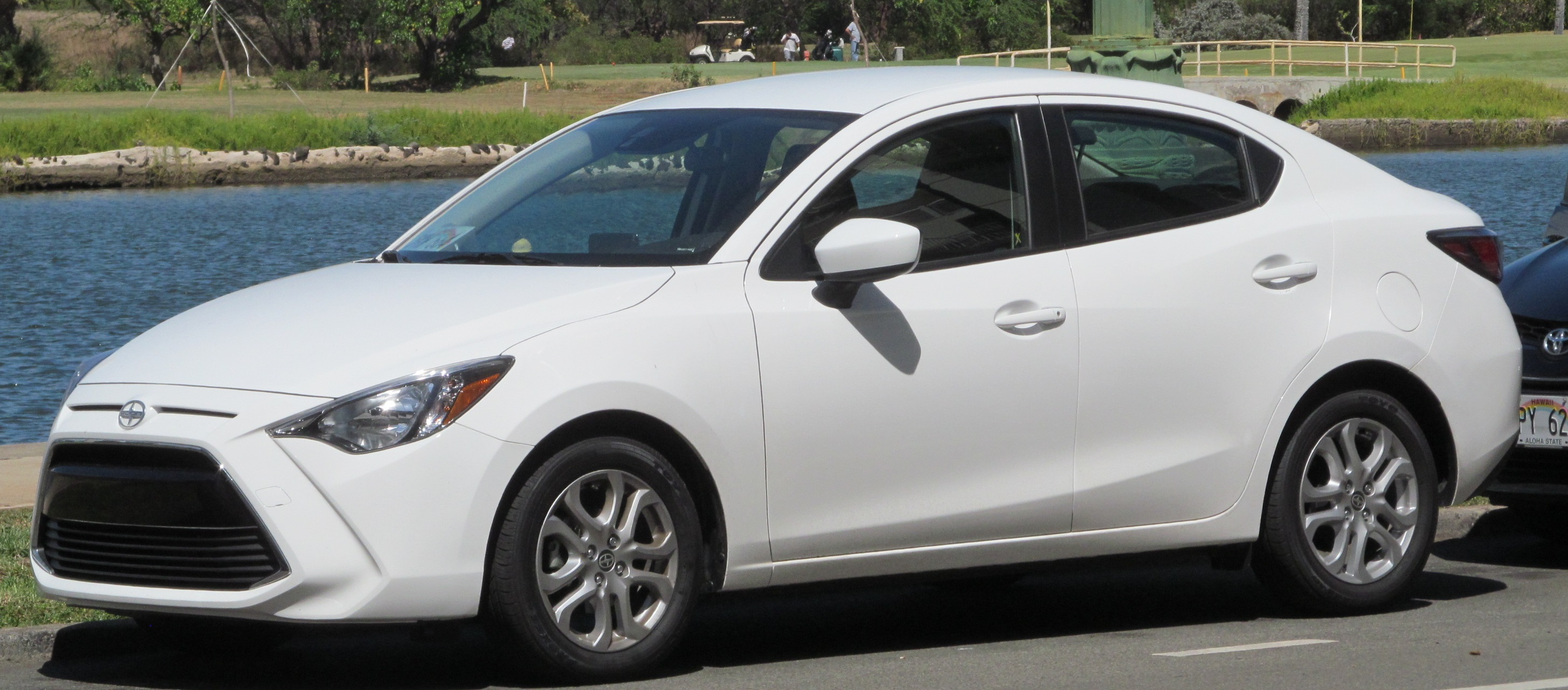
Scion iA (2015—2016)
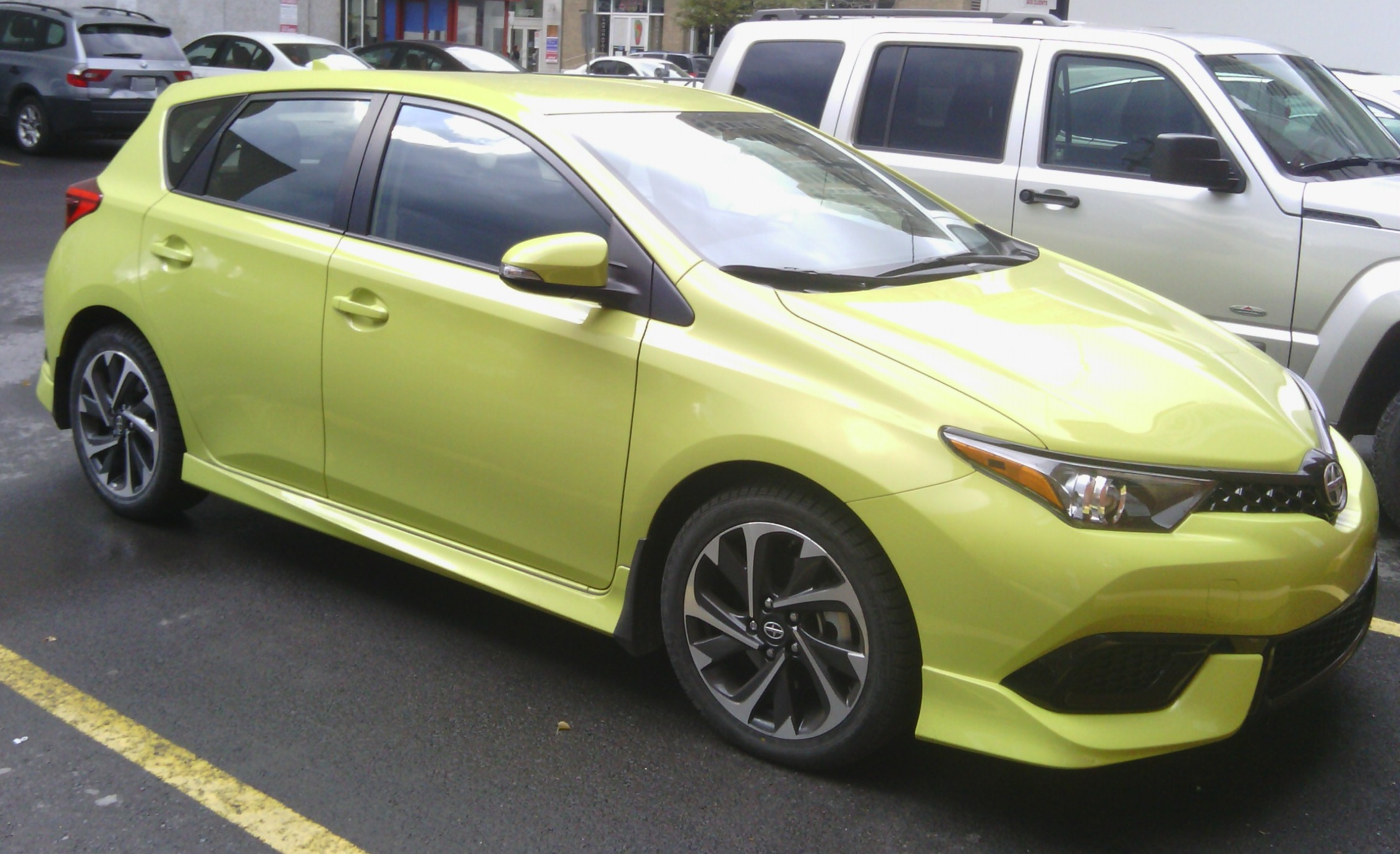
Scion iM (2015—2016)